# Melampyrum hoermannianum
Melampyrum hoermannianum är en snyltrotsväxtart. Melampyrum hoermannianum ingår i släktet kovaller, och familjen snyltrotsväxter.

## Underarter
Arten delas in i följande underarter:
- M. h. beckianum
- M. h. hoermannianum